# Scaligeria
Scaligeria là chi thực vật có hoa trong họ Apiaceae.